# Herman Frantz von Schwanewede
Herman Frantz von Schwanewede (Svanevedel) (1637 – 26. januar 1697 på Nørre Vosborg) var en dansk officer og godsejer.

## I svensk tjeneste
Han var søn af Arent von Schwanewede til Schwanewede, Stift Bremen, og Mette von Brobergen. Begge tilhørte gamle adelsslægter i Ærkebispedømmet Bremen. Dette landskab, hvor i Schwanewedes barndom den senere kong Frederik III havde været herre, var 1648 blevet en svensk besiddelse, og Schwanewede begyndte også sin løbebane i Carl Gustavs hær, men da han i slaget ved Nyborg 1659 var faldet i dansk fangenskab, trådte han efter freden i København 1660 over i dansk tjeneste. Han blev ritmester og ved det nationale rytteris oprettelse 1670 ansat ved dettes nordjyske regiment; da regimentet 1675 blev delt i 1. og 2. jyske, kom han til sidstnævnte.

## Den Skånske Krig
I Den Skånske Fejdes første år steg han rask: 1676 til major ved 1. jyske, 1677 til oberstløjtnant ved 2. jyske og endnu samme år til oberst og chef for 1. jyske. Schwanewede havde nemlig hurtig vundet sig et navn som en af den danske hærs dristigste og snildeste partigængere. Han optrådte sædvanligvis ikke med store styrker: 100 ryttere, lidt flere eller færre, men udsøgte folk og heste, understøttede af små afdelinger fodfolk (friskytter, kroater) eller af snaphanerne. Allerede ved indrykningen i Pommern i oktober 1675 var Schwanewede, da den danske hær stoppede op ved Reckenitzfloden, den første, der slap over. Hovedskuepladsen for hans bedrifter var dog Skåne; kun i nogle måneder af 1678 var han borte for at tage del i belejringen af Båhus. Schwanewedes mange strejftog kunne ikke opregnes her. Snart opsnappede han en stor transport af korn, bestemt for Malmøs besætning (12. november 1676), snart nogle marodørbander, der under den svenske hærs march fra Helsingborg mod Christiansstad havde fjernet sig for langt fra hovedstyrken (10.-16. januar 1677), snart en svensk generalauditør (21. maj samme år), hvis arkiv og medfølgende kongelige segl kom den danske overkommando til god nytte. I 1678 tvang han bl.a. med omkring 100 mand en lige så stor svensk styrke til at overgive sig ved Alstad Kirkegård (31. oktober). I 1679 havde han sit eneste virkelige uheld, da han med en lille trop blev overrasket af 300 svenske ryttere (12. august); han slap selv bort, men kun ved at en af hans officerer, da Schwanewedes hest blev skudt, gav ham sin og med en del af mandskabet faldt i fjendens hænder. Schwanewede lod sig dog ikke afskrække ved uheldet, men blev ved at forurolige fjenden, indtil krigen få uger efter var forbi.

## Sagn
Om Schwanewedes eventyr og bedrifter dannede der sig en sagnkreds, udpyntet med historier som, at Schwanewede, når det kneb, havde forvandlet soldater til siv og sivene igen til soldater. Rygterne om hans færdighed i den sorte kunst fortsattes efter freden, da hans regiment lå i sit distrikt i det nordlige Jylland, hvor Schwanewede købte først Sønder Vosborg ved Nissum Fjord og 1687 den langt betydeligere nabogård Nørre Vosborg. Efter sagnene at dømme har han som godsejer været barsk og streng, vel også noget voldsom, når han mente, at nogen ville gå hans rettigheder for nær; men søgte man at tage ham med det gode, kunne han også være godmodig og velvillig. I perioden 1683-89 var han gentagne gange i Holsten med sit regiment i anledning af stridighederne med Gottorp; men 1692 fratrådte han kommandoen og blev generalmajor. Året efter var han med ved belejringen af Ratzeburg. 26. januar 1697 døde han på Nørre Vosborg.

## Ægteskaber
Han var gift 1. gang med Margrethe Nielsen, død tidligst 1670, datter af kaptajn Jacob Nielsen til Ristrup, men hun, hvis søskende 1681 blev adlede med navnet von Lossou, må da være død kort efter. Gift 2. gang med Christence Dyre (død 24. marts 1705 på Nørre Vosborg), datter af kaptajn, senere oberst Claus Dyre til Sindinggård (1610-1693) og Edel Rodsteen (1617-1677).
Han er begravet i Ulfborg Kirke.
Han er mindet i en mindestøtte ved Jægerspris Slot fra 1784 af Johannes Wiedewelt.